# 해리 포터와 아즈카반의 죄수 (영화)
《 해리 포터와아즈카반의 죄수》(영어: Harry Potter and the Prisoner of Azkaban)는 2004년 J. K. 롤링의 동명 소설을 원작으로 하여 만든 영국과 미국 합작의 2004년 판타지 영화이다. 해리 포터 영화 8부작 중 세 번째에 해당하는 작품이며, 알폰소 쿠아론이 감독을 맡았으며, 워너 브라더스 픽처스가 배급했다. 또한 크리스 콜럼버스, 데이비드 헤이먼이 제작했으며, 스티브 클로브스가 집필했다. 마법사의 돌과 비밀의 방에서 알버스 덤블도어 역을 맡던 리처드 해리스가 2002년에 호지킨 림프종으로 사망하여, 아즈카반의 죄수부터 마이클 갬본이 알버스 덤블도어 역을 맡았다.
촬영은 2003년 2월에 시작되어 2003년 11월에 끝났다. 2004년 5월 13일, 영국에서, 2004년 6월 24일에 북아메리카에서 해리 포터 시리즈 중 처음으로 IMAX 기술을 사용한 작품으로 개봉되었다. 해리 포터와 아즈카반의 죄수는 전 세계에서 7억 9600만 달러를 벌어 2004년에 두번째로 수익이 높았던 영화가 되었으며, 2004년 제77회 아카데미상에서 아카데미상, 아카데미 음악상과 아카데미 시각효과상 후보에 올랐지만 수상하지는 못했다.
개봉 후 VHS와 DVD로 발매되었다.

## 줄거리
해리 포터는 또 한 번 더즐리 가족과 불만족스러운 여름을 보낸다. 13번째 생일에 버논의 방문객인 누나 마지가 해리와 그의 부모를 심하게 모욕하자, 화가 난 해리는 실수로 그녀를 부풀어 오르게 하여 공중으로 떠오르게 한다. 학교 밖에서 마법을 사용한 것으로 인해 퇴학당할 것으로 예상한 해리는 짐을 챙겨 도망친다.
길을 잃은 마법사들을 위한 긴급 수송 수단인 나이트 버스가 해리를 발견하여 리키 콜드런으로 데려간다. 그곳에서 마법부 장관 코넬리우스 퍼지는 해리에게 처벌받지 않을 것이라고 확신시킨다. 가장 친한 친구들인 론 위즐리와 헤르미온느 그레인저와 재회한 해리는 볼드모트의 추종자로 유죄 판결을 받은 시리우스 블랙이 아즈카반 감옥에서 탈출하여 그를 죽이려 한다는 사실을 알게 된다. 호그와트로 가는 여정 중, 호그와트 급행열차에 블랙을 찾는 유령 같은 감옥 경비원인 디멘터들이 탑승한다. 한 디멘터가 해리의 객실에 들어와 그를 기절시키지만, 새로운 어둠의 마법 방어술 교수인 리무스 루핀이 패트로누스 마법으로 그것을 물리친다. 호그와트에서 알버스 덤블도어 교장은 블랙이 체포될 때까지 디멘터들이 학교를 순찰할 것이라고 발표한다. 루베우스 해그리드가 신비한 동물 돌보기 교수로 임명되지만, 그의 첫 수업은 드레이코 말포이가 벅빅이라는 히포그리프를 도발하여 공격당하면서 잘못된다. 결과적으로 말포이의 아버지인 루시우스는 벅빅에게 사형 선고를 내린다.
그리핀도르 탑으로 돌아온 학생들은 뚱뚱한 숙녀의 초상화가 공격당한 것을 발견하고, 겁에 질린 뚱뚱한 숙녀는 덤블도어에게 블랙이 성에 들어왔다고 경고한다. 덤블도어가 안전하다고 판단할 때까지 호그와트는 봉쇄된다. 폭풍우 치는 퀴디치 경기 중 디멘터들로 인해 해리가 빗자루에서 떨어지고, 그의 빗자루는 울부짖는 버드나무에 의해 파괴된다. 덤블도어는 감속 마법을 사용하여 해리의 낙하를 막고, 해리는 나중에 병동에서 깨어난다.
병동에서 나온 해리는 호그스미드를 방문하려다 프레드와 조지에게 발각되고, 그들은 해리에게 약탈자의 지도를 준다. 해리는 이 지도를 이용해 몰래 호그스미드에 들어가 블랙이 그의 대부라는 사실을 알게 된다. 하지만 블랙이 포터 부부의 소재를 볼드모트에게 알려주고 그들의 공동 친구인 피터 페티그루를 살해했다는 것도 듣게 된다.
디멘터들을 물리치기로 결심한 해리는 루핀에게 패트로누스 마법을 가르쳐 달라고 설득한다. 점술 수업 후, 그는 트릴로니 교수가 황홀경에 빠져 어둠의 군주가 돌아올 것이라고 예언하는 것을 목격한다. 벅빅의 처형을 지켜보던 중, 론의 애완쥐 스캐버스가 그를 물고 도망가지만, 큰 검은 개가 그들 둘을 울부짖는 버드나무 밑의 구멍으로 끌고 간다. 이는 세 사람을 지하 통로를 통해 비명을 지르는 오두막으로 인도하고, 그곳에서 그 개가 동물로 변신할 수 있는 애니마구스인 블랙으로 밝혀진다.
루핀이 나타나 블랙을 오랜 친구로 포옹한 후 자신이 늑대인간임을 밝힌다. 스네이프가 블랙을 체포하러 도착하지만 해리의 무장해제 주문에 의해 기절한다. 루핀과 블랙은 스캐버스가 실제로는 해리의 부모를 배신하고, 자신의 죽음을 가장하고, 블랙에게 자신의 범죄를 뒤집어씌운 페티그루의 애니마구스 형태라고 밝힌다. 페티그루를 다시 인간 형태로 되돌린 일행은 그를 진짜 범인으로 폭로하고 시리우스의 무죄를 증명하려는 의도로 성으로 돌아가지만, 보름달로 인해 루핀이 변신하고 페티그루가 도망친다. 블랙은 동물 형태로 변신하여 늑대인간 루핀과 싸우지만, 루핀에 의해 심각한 부상을 입는다. 멀리서 들려오는 늑대의 울음소리가 루핀의 주의를 돌려 그를 떠나보내자 블랙은 간신히 탈출한다. 해리는 블랙을 찾지만, 둘 다 디멘터들의 공격을 받다가 정체불명의 인물이 강력한 패트로누스 마법을 시전하여 그들을 물리칠 때까지 공격받는다. 해리는 의식을 잃고 병동에서 덤블도어와 헤르미온느와 함께 깨어난다.
블랙이 체포되어 디멘터의 키스 형을 선고받았다는 것을 알게 된 해리와 헤르미온느는 덤블도어의 조언에 따라 헤르미온느의 타임터너(그녀가 여러 수업에 동시에 참석할 수 있게 해주는 도구)를 사용하여 3시간 전으로 돌아간다. 그들은 자신들이 그날 밤의 사건들을 다시 겪는 것을 보고 벅빅을 처형에서 구출한다. 과거의 해리와 블랙이 디멘터들에게 공격당하는 것을 목격한 해리는 패트로누스 마법을 사용하여 그들을 구하고, 자신이 이전에 그들을 구했던 정체불명의 인물이었음을 깨닫는다. 그와 헤르미온느는 블랙을 풀어주고, 블랙은 여전히 그의 무죄를 증명할 증거 없이 도망자 신세로 벅빅을 타고 날아간다. 해리와 헤르미온느는 병동으로 돌아와 자신들의 원래 시간선으로 돌아온다. 늑대인간임이 밝혀진 루핀은 교직에서 사임하고 약탈자의 지도를 해리에게 돌려준다. 블랙은 해리에게 파이어볼트 빗자루를 보내고, 해리는 기쁘게 그것을 타고 날아간다.

## 출연진
- 해리 포터: 다니엘 래드클리프[5]
- 론 위즐리: 루퍼트 그린트[5]
- 헤르미온느 그레인저: 엠마 왓슨[5]
- 프레드 위즐리: 제임스 펠프스
- 조지 위즐리: 올리버 펠프스
- 지니 위즐리: 보니 라이트
- 드레이코 말포이: 톰 펠튼
- 네빌 롱바텀: 매튜 루이스
- 알버스 덤블도어: 마이클 갬본[6][7][8][9][10]
- 루베우스 해그리드: 로비 콜트레인[11]
- 미네르바 맥고나걸: 매기 스미스[12]
- 세베루스 스네이프: 앨런 리크먼[12]
- 버논 더즐리: 리처드 그리피스[12]
- 페투니아 더즐리: 피오나 쇼[12]
- 두들리 더즐리: 해리 멜링
- 마지 더즐리: 팸 페리스
- 시리우스 블랙: 게리 올드먼[13][14]
- 피터 페티그루: 티머시 스폴[15]
- 리무스 루핀: 데이비드 슐리스[15][16]